# Kodavere kirik
Kodavere kirik är en luthersk kyrka i Pala i Estland. Den nämns för första gången i skrift 1342. Den nuvarande kyrkan byggdes åren 1775–1777. Kyrkans altartavlor är från slutet av 1700-talet och början av 1800-talet.